# Benke László (szakács)
Benke László, gyakran csak Laci bácsi (Lajosmizse, 1948. augusztus 21. – 2019. június 7. vagy előtte) négyszeres szakácsolimpiai bajnok magyar mesterszakács és mestercukrász.

## Életpályája
Szülei Benke László és Végh Rozália voltak. Végh Rozália (1919–2003) követte édesapja foglalkozását, így Lajosmizsén azon kevés nők egyike volt, akik hentes-és mészáros szakmát tanultak.
1955-től pikolóként dolgozott, később fagylaltos volt. 1962-től a budapesti Vendéglátóipari Technikumban tanult szakácsnak, itt érettségizett. 1966-ban a Szabadság Szállóban hidegkonyhafőnök, ezután a Tihanyi Motel, majd a Gundel Étterem séfhelyetteseként munkálkodott. 1971–1972 között a Silvanus Szálló főszakácsa volt. 1972–1974 között Párizsban a Magyar Ház konyhafőnökeként dolgozott. Hazatérése után, 1974–1992 között a Ecseri úti Vendéglátóipari Szakmunkásképző és Szakközépiskola tanára volt, ahol "Kiváló pedagógus" kormánykitüntetéssel ismerték el. 1978–1980 között a Vendéglátóipari Főiskola hallgatója volt. 1979-ben mesterszakács, 1980-ban mestercukrász lett. 1981-ben Hollandiában dolgozott. 1988-ban a frankfurti szakácsolimpián a regionális csapat vezetőjeként megnyerte a nemzetek nagydíját. 1992-ben a Mátyás Király Éttermet üzemeltette, melyet a "Legjobb Étterem" címmel tüntettek ki. 1994-től a nagyszakácsi királyi szakácsok főkamarása volt. 1994–1999 között a Rubin Szálló főszakácsa volt. 1998–1999 között az ATV séfjeként több mint 400 adásban szerepelt. 2000-ben szakácskönyvet adott ki, ezenkívül több szakácskönyv szerzője is.

## Ambivalens tv-szakács
Benke László a Kádár-korszakban szocializálódott, régi vágású szakács volt, amit szakmai tudása is tükrözött. Főzőműsorának szerkesztői és producerei szponzor keretében sokszor olyan alapanyagokkal (a kengurutól a struccon át a tenger gyümölcseiig) kényszerítették dolgozni, amikhez nem értett. A műsor célja volt továbbá, hogy a háziasszonyoknak gyorsan és könnyen elkészíthető ételeket mutassanak, amit számos — részben reklámcélból elhelyezett — félkész termék (pl. ketchup, gépsonka, ételízesítő és egyéb ipari termékek) felhasználásával gondoltak elősegíteni. E tényezők kombinációjából azután sok melléfogás és furcsaság került képernyőre.

## Magánélete
1970-ben házasságot kötött Dani Katalinnal. Egy fiuk született: Gyula (1975).

## Művei
- Laci bácsi sikerkonyhája (1999)
- Laci bácsi konyhája négy évszakban (1999)
- Szent György, Pünkösd és Szent István hava (2001)
- Szent Jakab, Kisasszony és Szent Mihály hava (2001)
- Mindszent, Szent András és karácsony hava (2001)
- Boldogasszony, Böjtelő és Böjtmás hava (2002)
- A Magyarok Asztala (Gribek Lajossal, 2005)
- Laci bácsi hagyományos és mai sertésreceptjei; Mitfozzunkma.hu, Bp., 2009 (Mit főzzünk ma?)

## Díjai
- a Magyar Gasztronómiai Szövetség Venesz József életműdíja (1996)
- a "Chaîne des Rôtisseurs" lovagja (1998)
- Lajosmizse díszpolgára (2003)
- köztársasági aranygyűrű (2003)